# トヨタ・スプリンターシエロ
スプリンター シエロ（SPRINTER CIELO）は、トヨタ自動車が生産していた乗用車で、排気量1,500、1,600ccの小型ハッチバックセダンである。

## 概要
E80系スプリンター5ドアセダン（リフトバック）の後継車種でE90系（6代目）スプリンターの5ドアモデルにあたる。生産は豊田自動織機製作所で行われ、販売はトヨタオート店（現ネッツ店）が担当していた。
先代E80系の5ドア・リフトバックは、荷室を大きく取れるようにリアハッチ周りがかなり角ばっており、機能をスタイリングに反映させたジウジアーロ色を前面に出したデザインであったが、T150系コロナ5ドアともども、日本市場では販売が振るわなかった反省から、見栄えを気にするユーザー層にもアピールするスタイリングとし、イメージアップのためにサブネームも付けられた。
同型が欧州ではカローラ 5ドアとして販売され、オーストラリアではカローラ セカ（COROLLA SECA）、北米ではジオ・プリズムハッチバックとして販売された。

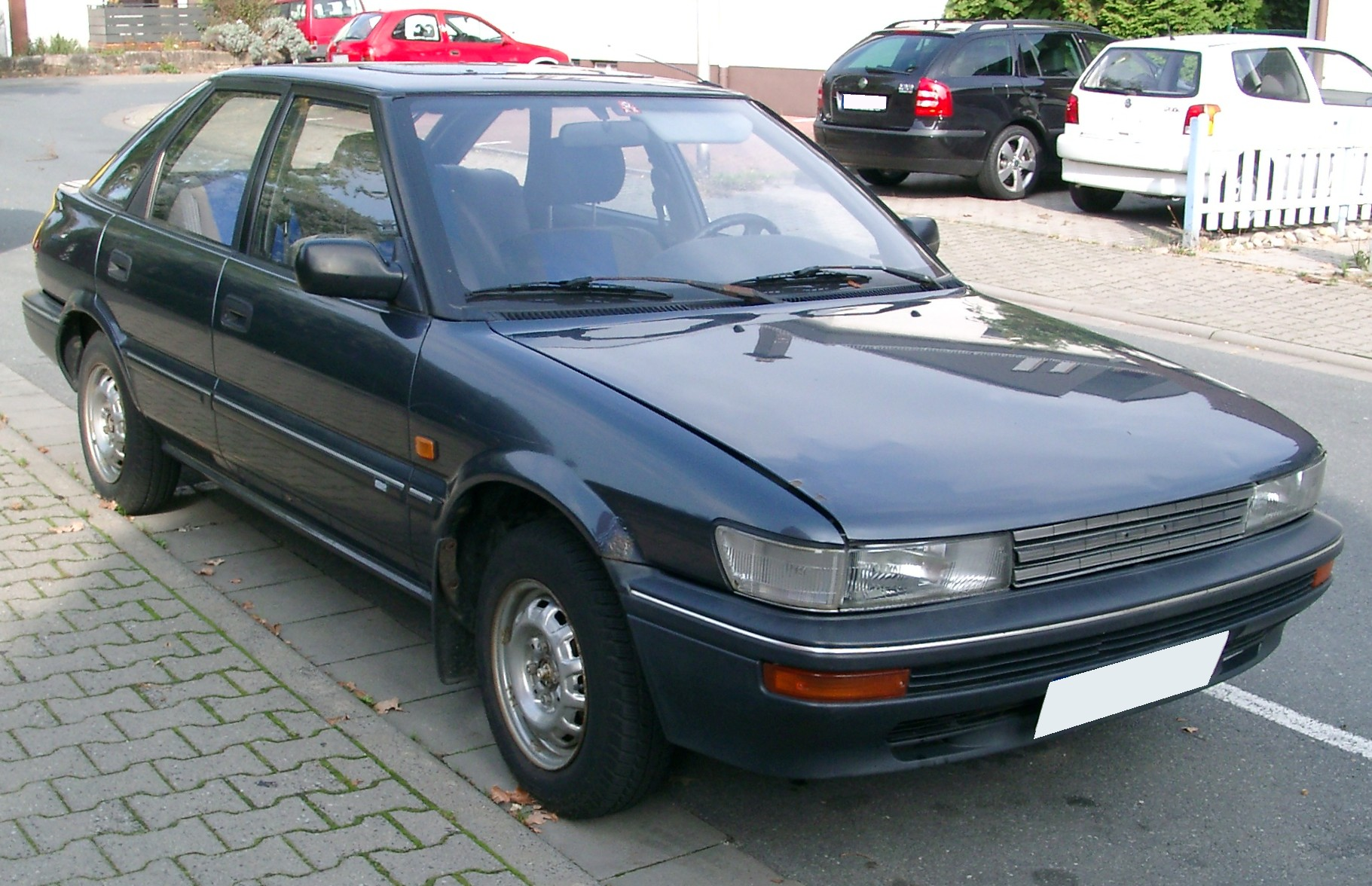
欧州仕様カローラ 5ドア
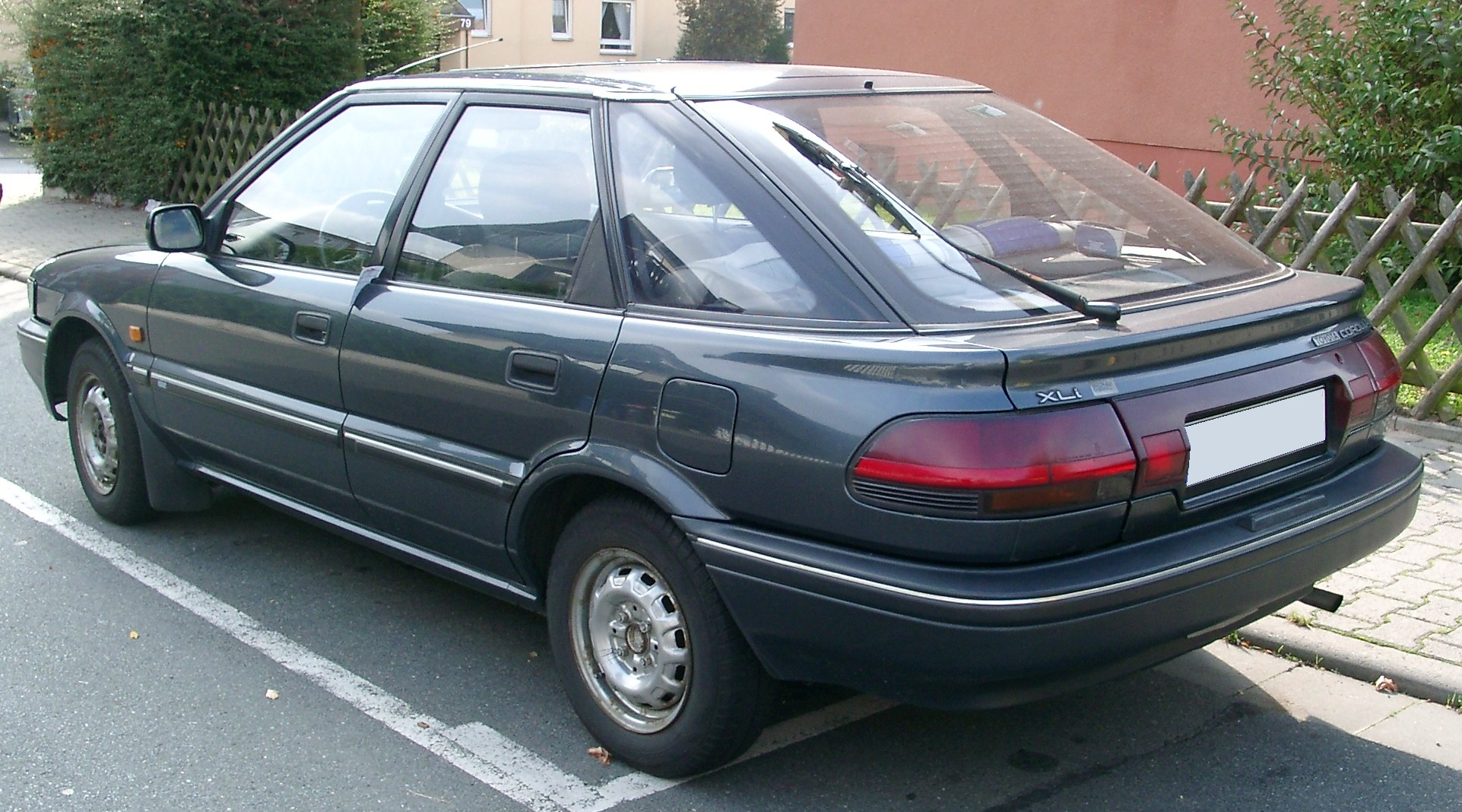
欧州仕様カローラ 5ドア（リア）
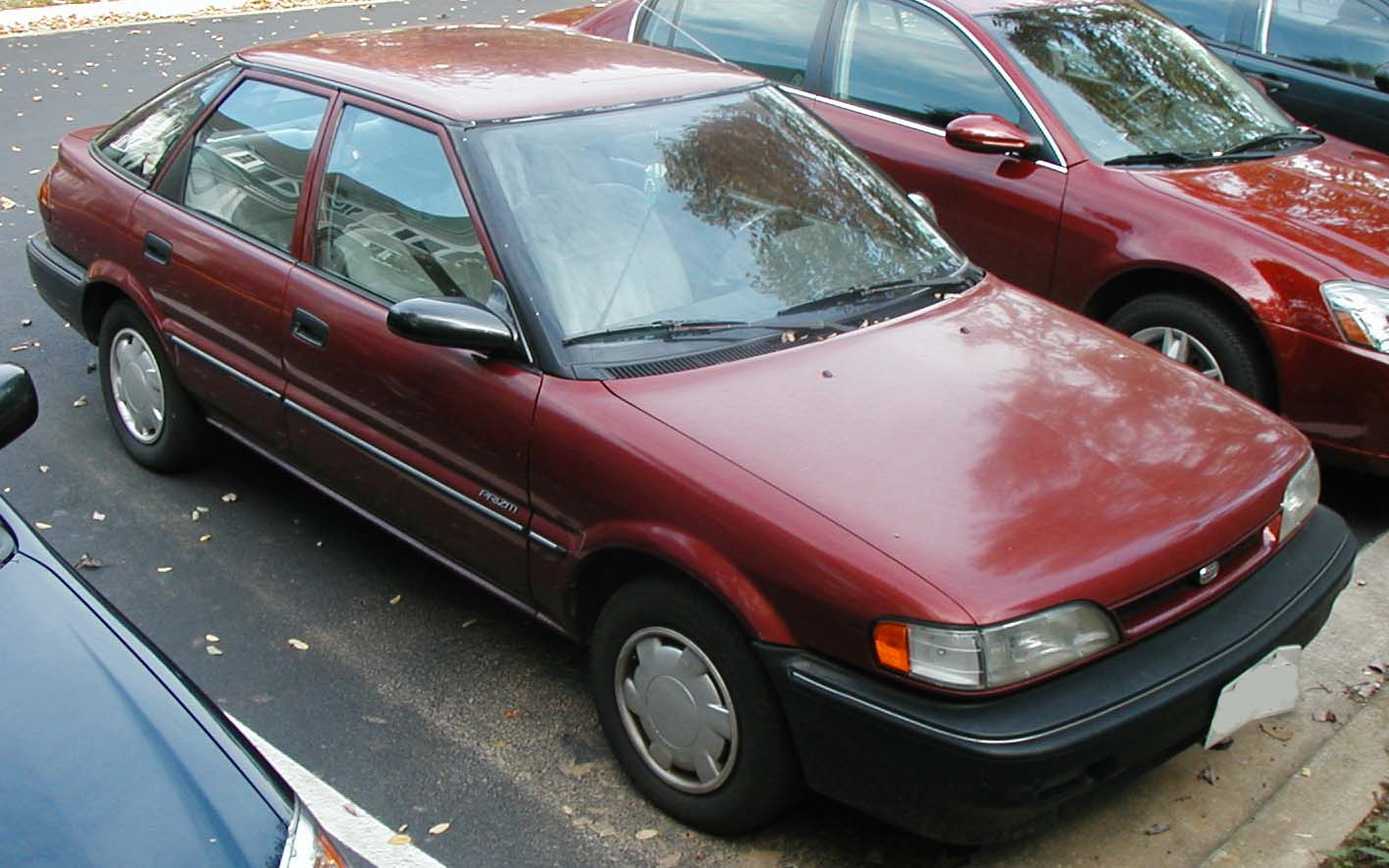
プリズム・ハッチバック

## グレード
グレードは1500L、1500G（後期型は1500Gサルーンに統合）、1500Xi（後期型はXsに変更）、1600GTの4種類でエンジンはすべて4気筒DOHC16バルブのガソリンエンジンを搭載する（搭載されるエンジンに関しては前期型の1500L、同じく前期型の1500Gは5A-F型、前期型の1500Xiおよび後期型の1500L、同じく後期型の1500Gサルーンは5A-FE型、後期型の1500Xsは5A-FHE型、前期型の1600GTは無鉛レギュラーガソリン仕様の4A-GE型、後期型の1600GTは無鉛プレミアムガソリン仕様の4A-GE型）。

## 沿革（1987年-1991年）
- 1987年5月 - 発売。当初のキャッチコピーは、「シエロ、その名は遥かなる天空を意味する。」
- 1988年5月 - 1500Gベースの、パワーウインドーとドアキー連動集中ドアロックを標準装備とした1500Gサルーンを追加。
- 1989年5月 - マイナーチェンジ。同時にスプリンターセダン、トレノ（カリブは除く）も行われた。内容として、G、Xiを廃止し、エンジンは全車EFI化、5A-FHE型エンジン搭載のXSを追加。デザイン意匠変更はバンパーの大型化、およびフロントノーズ形状のスラント化、フロントグリルをメッシュタイプから横桟タイプに変更、CIELOのエンブレムがグリル中央に移動。電装関係ではヘッドランプをフォグランプ内蔵のものに、フロントパワーウインドウスイッチをドアトリム垂直面に取り付けたタイプからドアアームレストに取り付けたタイプに、それぞれ変更。カタログのキャッチコピーは、「センスが香る人のニューセダン。」
- 1991年5月 - カローラ及びスプリンター系の7代目へのフルモデルチェンジを機に生産終了。在庫対応分のみの販売となる。
- 1991年6月[2] - 在庫対応分がすべて完売し販売終了。1代限りでモデル廃止となった。これにより、トヨタオート店（現ネッツ店）のE系5ドアハッチバックは、2001年1月にアレックスが登場するまで無くなる。

## 車名の由来
「シエロ」はスペイン語で「天空」を意味し、発売当初のキャッチコピーにもうたわれている。韓国GM（旧:大宇自動車）が生産していた「大宇・シエロ」とは無関係。